# Шевролет епика
Шевролет епика (енгл. Chevrolet Epica), унутрашња ознака V250, аутомобил средње класе који је производила америчка фабрика аутомобила Шевролет. Производио се у Јужној Кореји, у погону Даевуа од 2006. до 2011. године, а у Кини до 2014. године.
У Аустралији и Новом Зеланду аутомобил се продавао као Холден епика, на Исланду као Шевролет тоска, а у Јужној Кореји као Даеву тоска. У неким земљама, након лансирања, кратко је носио и име Даеву вероника.

## Историјат
Епика је представљена у фебруару 2006. године, заједно са СУВ-ом каптивом, који је званично први пут јавно приказан на сајму аутомобила у Женеви у марту 2006. године, замењујући Шевролет еванду, која је представљена у пролеће 2002. године као Даеву еванда.
Био је мало већи од свог претходника еванде, али међуосовинско растојање од 2700 mm остало је исто. Задњи део је сада био заобљен, фарови од прозирног стакла били су већи, а бочна светлост је била узлазна. За азијска тржишта, возило је 2009. године добило дозволу у којем је модификован предњи браник са хромираним ободом решетке. У лето 2010, возило је ревидирано, што се огледа у модификованој инструмент табли и у новим задњим светлима са чврстом траком без хромираних облога. Од септембра 2010. године, епика се више није појављивала на немачком тржишту.
Крајем 2011, производња епике за Европу је прекинута, јер је постепено замењена Шевролет малибуом. Године 2012, возило је добило још један фејслифт за кинеско тржиште, а први пут је јавно приказано на тамошњем ауто-салону исте године. Шангај ГМ је производио епику до 2014. године и те године испоручио 14.950 јединица.

### Опрема
Основне карактеристике епике лс су АБС, шест ваздушних јастука, клима-уређај, цд-мп3 радио, светла за маглу и грејач ветробранског стакла. У вишој опреми лт је имао аутоматску контролу климе, помоћ при паркирању, електрично преклапање спољашњих ретровизора са уграђеним лед показивачима, електрично подесивим и грејаним кожним седиштима, путним рачунаром, цд шаржерима, темпоматом, сензором за кишу и електронском контролом стабилности (ЕСЦ).
Аутомобил није тестиран на европским тестовима судара, али је зато учествовао у Аустралији на тамошњим тестовима као Холден епика 2007. и 2008. године освојивши 4 од максималних 5 звездица за безбедност.

## Мотори
На почетку продаје у лето 2006. године, постојала су два попречно постављена шестоцилиндрична мотора са 2.0 или 2.5 литарском запремином. У марту 2007. године додан је нови 2.0-литарски турбо-дизел мотор са комон рејлом од 110 kW, који је развијен заједно са VM Motori. Све три верзије задовољиле су еуро 4 стандард и оствариле емисију CO2 од нешто више од 200 g/km. У Јужној Кореји је био доступан и 1,8-литарски e-tec II мотор снаге 90 kW (120 КС).
За два дволитарска мотора, 5-брзински ручни мењач је био стандардан, на захтев, био је електронски контролисан шестостепени аутоматски мењач ГМ-а са ручним одабиром степена преноса, док је 2.5-литарски мотор био понуђен само са аутоматским мењачем. У почетку, дволитарски бензински мотор је такође био понуђен са електронски контролисаним петостепеним аутоматским мењачем од јапанског добављача Аисин Сеики, чија је особитост била преносни омер 1:1 у петој брзини. 1.8-литарски мотор је имао или петостепени ручни или четворостепени аутоматски пренос.
За два бензинска мотора био је доступан ЛПГ систем. Уместо резервног точка инсталиран је резервоар за гас капацитета 60 литара ТНГ-а. Тако се повећао не само домет возила, већ и нижи трошкови горива и мање емисије загађивача.
| Модел     | Мотор  | Цилиндри/вентили | Запремина | Снага           | Обртни момент | Потрошња         | Производња      |
| --------- | ------ | ---------------- | --------- | --------------- | ------------- | ---------------- | --------------- |
| 1.8       | бензин | R4 / 16          | 1796 cm³  | 90 kW (120 КС)  | 165 Nm        |                  | 03.2006–12.2011 |
| 2.0 LS/LT | бензин | R6 / 24          | 1993 cm³  | 105 kW (141 КС) | 195 Nm        | 8,2-8,9 l/100 km | 03.2006–12.2011 |
| 2.5 LT    | бензин | R6 / 24          | 2492 cm³  | 115 kW (154 КС) | 237 Nm        | 9,3 l/100 km     | 03.2006–12.2011 |
| 2.0 LS/LT | дизел  | R4 / 16          | 1991 cm³  | 110 kW (150 КС) | 320 Nm        | 6,1-7,6 l/100 km | 01.2007–12.2011 |